# Пантеон литературы
Пантеон литературы — российский журнал историко-литературной направленности, либеральное издание. Издавался в конце XIX века.

## История
Выходил в Петербурге с 1888 года ежемесячно, с 1891 — 4 раза в год. Прекратил существование 1895 году.
Редактором-издателем был А. Чудинов, с 1891 года журнал издавал Ф. В. Трозинер при редактировании А. Чудинова, с 1893 года — редактор-издатель Ф. В. Трозинер.
Журнал три отдела: изящная литература, научный отдел, современная летопись по литературе и поэзии.
Журнал публиковал избранные и полные собрания произведений преимущественно иностранных, но также и русских писателей, исторические, литературные и публицистические статьи, в том числе В. П. Боткина, Оссиана, карело-финский поэтический («Калевала») и германский («Песнь о Нибелунгах») эпос, Бомарше, современных славянских поэтов (сборник «Баян»), Гюйо, Монтескье, В. Гюго, А. Мюссе, Петрарку, Теннисона, Мильтона и др. Статьи историко-литературного характера в журнал писали В. Спасович, Н. Стороженко, А. Кирпичников, А. Веселовский, О. Миллер, Л. Н. Майков, Я. К. Грот, Ф. И. Буслаев, М. К. Цебрикова, Л. И. Поливанов и др.